# Le Tertre-Saint-Denis
Le Tertre-Saint-Denis é uma comuna francesa na região administrativa da Île-de-France, no departamento de Yvelines. A comuna possui 82 habitantes segundo o censo de 1990.